# دار نشر المعرفة
تأسست دار نشر المعرفة سنة 1988، وسرعان ما اتخذت لنفسها مكانة مرموقة كواحدة من أشهر دور النشر الطليعية الجادّة في المملكة المغربية ومنذ بداية نشأتها ، سَعَت الدار إلى التركيز على المستوى العلمي والفكري الهادف لمنشوراتها ، بما يخدم في الدرجة الأولى تراثنا الحضاري العربي الإسلامي ، ثم بما يغطي كافة فروع الدراسات الإنسانية.

## من بين أهدافها
- المساهمة في صناعة الثقافة الوطنية باعتبارها جزء من الثقافة العربية.
- المساهمة في نهضة الإنسان العربي المعرفية والثقافية.
- دعم الاتصال بين الأجيال من خلال نشر كتب لمشاهير المؤلفين وتشجيع المؤلفين الشبان ذوى الأساليب المميزة.
- المشاركة في تنمية الثقافة العربية في عصر المعلومات من خلال وسائل الإعلام متعددة الوسائط والأقراص المدمجة والإنترنت.

## منشوراتها
تتعدد إصدارات وإنتاجات الدار, فهي تشمل عدة مجالات :
- الأدب
- العلوم الإنسانية والاجتماعية
- علوم التربية
- العلوم الحقة
- الدراسات الإسلامية
- القانون والقضاء
- التاريخ والجغرافيا
- الفنون
- مكتبة الطفل
- كتب مدرسية موازية